# Jelena Ruzina
Jelena Iwanowna Ruzina z domu Rykunowa (ros. Елена Ивановна Рузина, z d. Рыкунова; ur. 3 kwietnia 1964 w Woroneżu) – rosyjska lekkoatletka specjalizująca się w długich biegach sprinterskich, uczestniczka letnich igrzysk olimpijskich w Barcelonie (1992), złota medalistka olimpijska w biegu sztafetowym 4 x 400 metrów. W czasie swojej kariery reprezentowała również Związek Socjalistycznych Republik Radzieckich (do 1991) oraz Wspólnotę Niepodległych Państw (1992).

## Sukcesy sportowe
- mistrzyni Rosji w biegu ma 400 metrów – 1993[1]

| Rok  | Miasto     | Zawody                    | Konkurencja                      | Wynik                              |
| ---- | ---------- | ------------------------- | -------------------------------- | ---------------------------------- |
| 1990 | Split      | Mistrzostwa Europy        | sztafeta 4 × 400 m               | srebrny medal                      |
| 1990 | Seattle    | Igrzyska Dobrej Woli      | sztafeta 4 × 400 m bieg na 400 m | złoty medal 5. miejsce             |
| 1992 | Barcelona  | Igrzyska olimpijskie      | sztafeta 4 × 400 m bieg na 400 m | złoty medal 8. miejsce w półfinale |
| 1993 | Stuttgart  | Mistrzostwa świata        | sztafeta 4 × 400 m               | srebrny medal                      |
| 1994 | Petersburg | Igrzyska Dobrej Woli      | sztafeta 4 × 400 m               | srebrny medal                      |
| 1995 | Barcelona  | Halowe mistrzostwa świata | sztafeta 4 × 400 m               | złoty medal                        |

## Rekordy życiowe
- bieg na 200 metrów – 22,73 – Soczi 19/05/1988
- bieg na 200 metrów (hala) – 23,25 – Karlsruhe 06/03/1993
- bieg na 300 metrów – 37,19 – Briańsk 18/07/1993
- bieg na 400 metrów – 50,65 – Kijów 06/07/1990
- bieg na 400 metrów (hala) – 52,06 – Liévin 13/02/1993